# جون هوارد (كاتب)
جون هوارد (بالإنجليزية: John Howard)‏ هو كاتب ومؤلف بريطاني، ولد في 1961.